# Virus zika
Virus zika je virus iz rodu flavivirusov, ki se prenaša preko vboda komarjev iz rodu Aedes. Slednji prenašajo tudi druge nalezljive bolezni, kot sta denga in čikungunja. Pri ljudeh povzroča blago okužbo, imenovano tudi vročica zika, ki je bila od 50-ih let dvajsetega stoletja značilna le za ozek ekvatorialni pas od Afrike do Azije. Leta 2014 se je bolezen razširila proti vzhodu, na območje Tihega ocena do Francoske Polinezije in dalje do Velikonočnega otoka, leta 2015 pa v Južno in Srednjo Ameriko ter Karibsko otočje, kjer povzroča še vedno trajajoč izbruh, ki so ga že uvrstili med pandemije. Bolezen poteka kot blaga oblika vročice denge, pri kateri se priporoča počitek, zanjo pa ne obstajajo specifična zdravila ali cepiva.
Vročica zika je sorodna z rumeno mrzlico in vročico zahodnega Nila, ki ju pa povzročata druga vrsta flavivirusov, vendar se prenašata prav tako s komarji. Okužbo nosečnic povezujejo z možnostjo povzročitve mikrocefalije pri novorojenčkih. Posledično je januarja 2016 ameriški Center za nadzor bolezni (CDC) izdal opozorila za potovanje v prizadete države s smernicami za preventivne ukrepe in priporočilom za opustitev potovanja ter posebna priporočila za nosečnice. Vlade več držav s tega območja so svetovale ženskam, naj odložijo nosečnost, če jo načrtujejo.

## Virologija
Kot drugi virusi iz družine flavivirusov je tudi virus zika ikozaedričen virus z ovojnico, ki ima nesegmentiran genom v obliki enoverižne, pozitivno usmerjene RNK.
Virus so prvič osamili leta 1947 iz opice rezus iz gozda Zika v Ugandi, iz človeka pa so ga prvič osamili leta 1968 v Nigeriji. Do leta 1981 so o okužbi ljudi poročali iz več afriških držav, med drugim iz Ugande, Tanzanije, Egipta, Srednjeafriške republike, Sierre Leone in Gabona, ter iz nekaterih azijskih držav, na primer Indije, Malezije, Filipinov, Tajske, Vietnama in Indonezije.
Patogenetski procesi v telesu naj bi se začeli z okužbo dendritičnih celic v bližini mesta vstopa virusa v telo; okužba naj bi se nato prenesla do bližnjih bezgavk ter v krvni obtok.  Flavivirusi se na plošno množijo v celični citoplazmi, vendar so pri virusu zika odkrili antigene v celičnem jedru okužene celice.

## Prenašanje
Virus zika prenašajo komarji, ki so dejavni preko dneva; virus so osamili iz različnih vrst komarja iz rodu Aedes (A. aegypti, A. africanus, A. apicoargenteus, A. furcifer, A. hensilli, A. luteocephalus, A. vitattus). Študije so pokazale, da inkubacijska doba okužbe v komarju traja okoli 10 dni. Komarji nato okužijo sesalčje gostitelje, najpogosteje opice in ljudi. Pred letom 2007, ko se je začela trenutna pandemija, je veljalo, da so izbruhi bolezni med ljudmi, tudi na zelo enzootičnih območjih, redki.
Leta 2009 so zabeležili prvi spolni prenos okužbe z virusom zika. Ameriški biolog, ki je obiskal Senegal z namenom preučevanja komarjev, je po povratku v ZDA zbolel za vročico zika. Pred izbruhom simptomov je imel nezaščiten spolni odnos z ženo, ki je nato prav tako zbolela.
Leta 2015 so RNK virusa zika zaznali v plodovnici dveh plodov, kar je pokazalo na možnost prehoda virusa z okužene matere preko posteljice na nerojenega otroka. 20. januarja 2016 so znanstveniki v Braziliji zaznali dednino virusa zika v posteljici ženske, pri kateri so opravili splav zaradi mikrocefalije pri plodu, kar je potrdilo domnevo, da virus prehaja posteljico.

## Potek bolezni
Okužba pogosto poteka povsem brez simptomov, določen delež (okoli 20 %) okuženih pa razvije simptome in znake okužbe z virusom zika. Potek bolezni je pri večini lahek, težave z zdravjem običajno izzvenijo v nekaj dneh ali največ po enem tednu. O smrtih zaradi okužbe z virusom zika ni poročil.
00
Bolezenski znaki se pojavijo 3 do 7 dni po vbodu okuženega komarja. Pogosti simptomi okužbe so blag glavobol, makulopapulozni izpuščaj, vročina, utrujenost, vnetje očesne veznice in bolečine v sklepih.
Zdravila ali cepiva, ki bi preprečila okužbo, niso na voljo. Simptomi se lahko lajšajo s paracetamolom, aspirin in druga nesteroidna protivnetna zdravila pa se lahko uporabijo le, če je izključeno, da ne gre za dengo, in sicer zaradi tveganja za krvavitev.
Med izbruhom v Francoski Polineziji so zabeležili 73 primerov Guillain–Barréjevega sindroma in drugih nevroloških motenj, ki bi lahko bili zaplet vročice zika.

### Mikrocefalija
Podatki kažejo, da je pri novorojenčkih, katerih matere so se okužile z virusom zika v prvem trimesečju nosečnosti, povečano tveganje za mikrocefalijo. Domneva, da lahko okužba preko posteljice pri plodu povzroči mikrocefalijo ali možganske poškodbe, je obstajala že od decembra 2015. Povezavo med okužbo z virusom zika in razvojem mikrocefalije pa so prvi dokazali slovenski znanstveniki. Izide raziskave je februarja 2016 objavila ugledna znanstvena revija New England Journal of Medicine.